# Bătălia de la Brandywine
Bătălia de la Brandywine a fost o bătălie dată între armata americană a generalului-maior George Washington și armata britanică a generalului Sir William Howe de pe 11 septembrie 1777. Rezultatul a fost câștigul britanicilor în fața americanului, câștigul forțându-i să se retragă spre capitala rebelă Philadelphia. Angajamentul a avut loc lângă Chadds Ford, Pennsylvania, în timpul campaniei lui Howe a cărei scop era ocuparea Philadelphiei, parte din Războiul de Independență al Statelor Unite ale Americii.